# Singhiella melanolepis
Singhiella melanolepis es un hemíptero de la familia Aleyrodidae, con una subfamilia: Aleyrodinae.
Fue descrita científicamente por primera vez por Chen & Ko en 2007.